# Любовка (Кировоградская область)
Любовка (укр. Любівка) — село в Онуфриевской поселковой общине Александрийского района Кировоградской области Украины
До 2020 года входило в Онуфриевский район
Население по переписи 2001 года составляло 46 человек. Телефонный код — 5238. Код КОАТУУ — 3524686207.